# Monts Otish
Die Monts Otish bilden ein Gebirge im Zentrum der Labrador-Halbinsel in der kanadischen Provinz Québec.
Die höchste Erhebung stellt der Mont Yapeitso, 160 km nordöstlich des Lac Mistassini, mit 1135 m dar.
Das Gebirge hat eine Ausdehnung von 50 km auf 20 km.
Auf den Gipfeln herrscht alpine Vegetation vor.
Mehrere größere Flüsse haben ihren Ursprung in dem Gebirge:
Rivière Eastmain im Westen, Rivière Témiscamie, Rivière Péribonka und Rivière aux Outardes im Süden.